# Trim
Trim (англ. trim — подрезать, подравнять; в некоторых языках — strip) — строковая функция, которая удаляет начальные и конечные пробелы.
Например, в Python:
```
'  Это тест  '
.
strip
()

```

возвращает строку:
```
'Это тест'
```

Наиболее популярные варианты функции trim удаляют пробелы только в начале и в конце строк. Обычно они называются ltrim и rtrim соответственно, или в случае языка Python, — lstrip и rstrip. В C# используется название TrimStart и TrimEnd, а в Common Lisp string-left-trim и string-right-trim. В Паскале и в Java нет встроенных вариантов, хотя в Delphi присутствуют функции TrimLeft и TrimRight.
Многие функции trim имеют опциональный параметр для определения списка символов к удалению. Например, PHP и Python позволяют задавать такой опциональный параметр, в то время как Паскаль и Java этого не дают. В функции string-trim языка Common Lisp требуется параметр (называемый character-bag). В C++ библиотека Boost определяет символы пробела в соответствии с локалью, а также предлагает варианты параметра предиката для выбора того, какие символы удалять.
В отдельных случаях trim возвращает определённый результат, если после операции удаления не осталось символов. Например, в StringUtils из Apache Jakarta Project есть функция, называемая stripToNull, которая возвращает null взамен пустой строки.
Альтернативой удаления строки является нормализация пробелов, когда в дополнение к удалению символов пробела по краям строки также любые последовательности пробелов внутри строки заменяются одним пробелом. Нормализация пробелов выполняется Trim() приложениях работы с таблицами (включая Excel, Calc, Gnumeric и Google Docs), и функцией normalize-space() в XSLT и XPath.
В то время как большинство алгоритмов возвращают новую (усечённую строку), некоторые изменяют первоначальную строку in-place, преобразуя структуру данных. Примечательно, что библиотека Boost позволяет либо усечение «in-place», либо возвращать усечённую копию строки.
Символы, которые относят к пробелам, различаются в разных языках программирования и их реализациях. Например, в Си традиционно считается таковыми символы пробела, табуляции, перевода строки и возврата каретки, в то время как языки, поддерживающие юникод, обычно относят сюда все символы пробелов юникода. Некоторые реализации вместе с символами пробелом также относят сюда и управляющие символы ASCII (непечатаемые символы).
Метод trim в Java считает пробелами и управляющие коды, тогда как метод isWhitespace() распознаёт символы пробелов юникода.

## Применение
Реализация в некоторых языках программирования:
| Пример использования                            | Язык программирования                     |
| ----------------------------------------------- | ----------------------------------------- |
| String.Trim([chars])                            | C#, Visual Basic .NET, Windows PowerShell |
| std.string.strip(string)                        | D                                         |
| (string-trim '(#\Space #\Tab #\Newline) string) | Common Lisp                               |
| (string-trim string)                            | Scheme                                    |
| string.trim()                                   | Java, JavaScript                          |
| Trim(String)                                    | Паскаль                                   |
| string.strip()                                  | Python                                    |
| strip(string [,option , char])                  | REXX                                      |
| string: strip(string [,option , char])          | Erlang                                    |
| string.strip                                    | Ruby                                      |
| trim($string)                                   | PHP                                       |
| Trim(String)                                    | QBasic, Visual Basic, Delphi              |
| string trim $string                             | Tcl                                       |
| ALLTRIM(String)                                 | FoxPro                                    |
| TrimAll(String), СокрЛП(Строка)                 | 1С                                        |

В языках без встроенной функции trim(), для достижения сравнимой функциональности, обычно пишутся функции, выполняющие ту же задачу.
Например, в awk для этого можно использовать регулярные выражения:
```
ltrim(v) = gsub(/^[ \t\r]+/, "", v)
rtrim(v) = gsub(/[ \t\r]+$/, "", v)
trim(v)  = ltrim(v); rtrim(v)
```

или:
```
function ltrim(s) { sub(/^[ \t\r]+/, "", s); return s }
function rtrim(s) { sub(/[ \t\r]+$/, "", s); return s }
function trim(s)  { return rtrim(ltrim(s)); }
```

В JavaScript возможность использовать trim() появилась начиная с ECMAScript 5, до этого объекты String можно было расширять с помощью прототипа:
```
String
.
prototype
.
trim
 
=
 
function
()
 
{

  
return
 
this
.
replace
(
/^\s+|\s+$/g
,
 
""
);

}

```